# Leptohymenium procumbens
Leptohymenium procumbens là một loài Rêu trong họ Hylocomiaceae. Loài này được (Müll. Hal.) Paris mô tả khoa học đầu tiên năm 1897.